# Matlock, Derbyshire
Matlock este un oraș în Regatul Unit, reședința comitatului Derbyshire, regiunea East Midlands, Anglia. Orașul se află în districtul Derbyshire Dales a cărui reședință este.
1. ↑   http://www.citypopulation.de/php/uk-england-eastmidlands.php?cityid=E34004225 Lipsește sau este vid: |title= (ajutor)